# Lew Leon
Lew Leon (с пол. — «Лев Ле́он»), или Leo the Lion (с англ. — «Лев Лео»), — польская компьютерная игра в жанре аркадного платформера. Была создана компанией Longsoft Multimedia и издана в 1996 году компанией CD Projekt.
Игра стала первой польской игрой в истории Европейской компьютерной выставки в Лондоне, организовав свою презентацию у стенда издателя Flair Software в 1996 году.

## Сюжет
Задачей игрока является возвращение короны царю зверей — льву по имени Леон, — который утратил этот символ власти в результате заговора. Управляя главным героем, игрок путешествует по миру, состоящему из 12 уровней, разделённых на 4 этапа.

## Производство
Lew Leon был первым продуктом польской студии Longsoft Multimedia, тогда известной как Leryx Longsoft. Музыку для игры написал Адам Скорупа. Первоначально планировалось выпустить игру на компьютерах Amiga, но продюсер решил, что нет смысла создавать игру для платформы, которая уже достигла пика своего развития и уходила в прошлое.
На главного героя приходилась тысяча кадров анимации, а на всю игру — десять тысяч. Согласно подсчётам журнала CD-Action, одна секунда анимации в игре составляла как минимум 10—15 кадров, а значит, целый рабочий день аниматора уходил на приготовление всего 5—10 секунд одной анимации.
Персонаж Леон также появился в игре Zagadki Lwa Leona (с пол. — «Загадки Льва Леона») в 1998 году.
8 июля 2019 года игра вышла на платформе GOG.com.

## Реакция на игру
Польская пресса восприняла Lew Leon положительно. Рецензент Gambler высоко оценил игру, похвалив анимацию и оригинальный графический стиль игры. Графика также получила высокую оценку в оценках журналов Secret Service и Reset. Однако обозреватели обоих изданий раскритиковали уровень сложности управления, который был слишком высок для молодых игроков, а также тяжёлую систему сохранения игры. Сохранить прогресс можно было только один раз за эпизод, на прохождение которого могло уйти много времени.
Продажи игры в Польше достигли 10 тысяч экземпляров. По оценкам Ярослава Моджеёвского (пол. Jarosław Modrzejowski), сооснователя игры, было также произведено 150 тысяч нелегальных копий.
Игра была выпущена в Западных странах под названием Leo the Lion компанией Flair Software, но не имела там успеха.